# 캐슬바니아 II: 벨몬트의 복수
《캐슬바니아 II: 벨몬트의 복수》(Castlevania II: Belmont's Revenge)는 코나미가 제작한 액션 플랫폼 게임이다. 게임보이로 발매된 두번째 캐슬바니아 게임으로, 1991년 7월 12일 일본서 《드라큘라 전설 II》(ドラキュラ伝説II)라는 제목으로 최초로 출시됐다. 이야기상 1989년에 출시된 《캐슬바니아: 디 어드벤처》의 후속작으로, 전작으로부터 15년 후 크리스토퍼 벨몬트가 그의 아들 솔레이유를 납치한 드라큘라를 쫓아 다시 활동하는 내용을 다뤘다.
이후 《벨몬트의 복수》는 2000년 게임보이 컬러로 발매된 합본 《코나미 GB 컬렉션 Vol. 3》(유럽판 Vol. 4)에 포함됐다.

## 평가
| 평가                                       |      |
| ------------------------------------------ | ---- |
| 통합 점수 통합사 점수 게임랭킹스 84% [ 5 ] |      |
| 통합 점수                                  |      |
| 통합사                                     | 점수 |
| 게임랭킹스                                 | 84%  |